# Roßdorf (Amöneburg)
Roßdorf ist ein Stadtteil von Amöneburg im mittelhessischen Landkreis Marburg-Biedenkopf.

## Geographie
Der Ort, 213 m über NHN, liegt im Amöneburger Becken, einer Beckenlandschaft von erheblicher Ausdehnung, die westlich von den Lahnbergen bei Marburg, östlich von der Rhein-Weser-Wasserscheide und dem Herrenwald bei Stadtallendorf, im Süden vom Vorderen Vogelsberg und nördlich von Kirchhain vom Randgebiet des Burgwaldes umsäumt wird. Der Rulfbach durchfließt den Ort in nordöstlicher Richtung, wo er nahe der Brücker Mühle bei Amöneburg in die Ohm (Alte Ohm) mündet. Markantester Punkt außerhalb der Ortslage ist ein Hügel mit dem Flurnamen Auf der Warte, 234 m über NHN.

## Geschichte

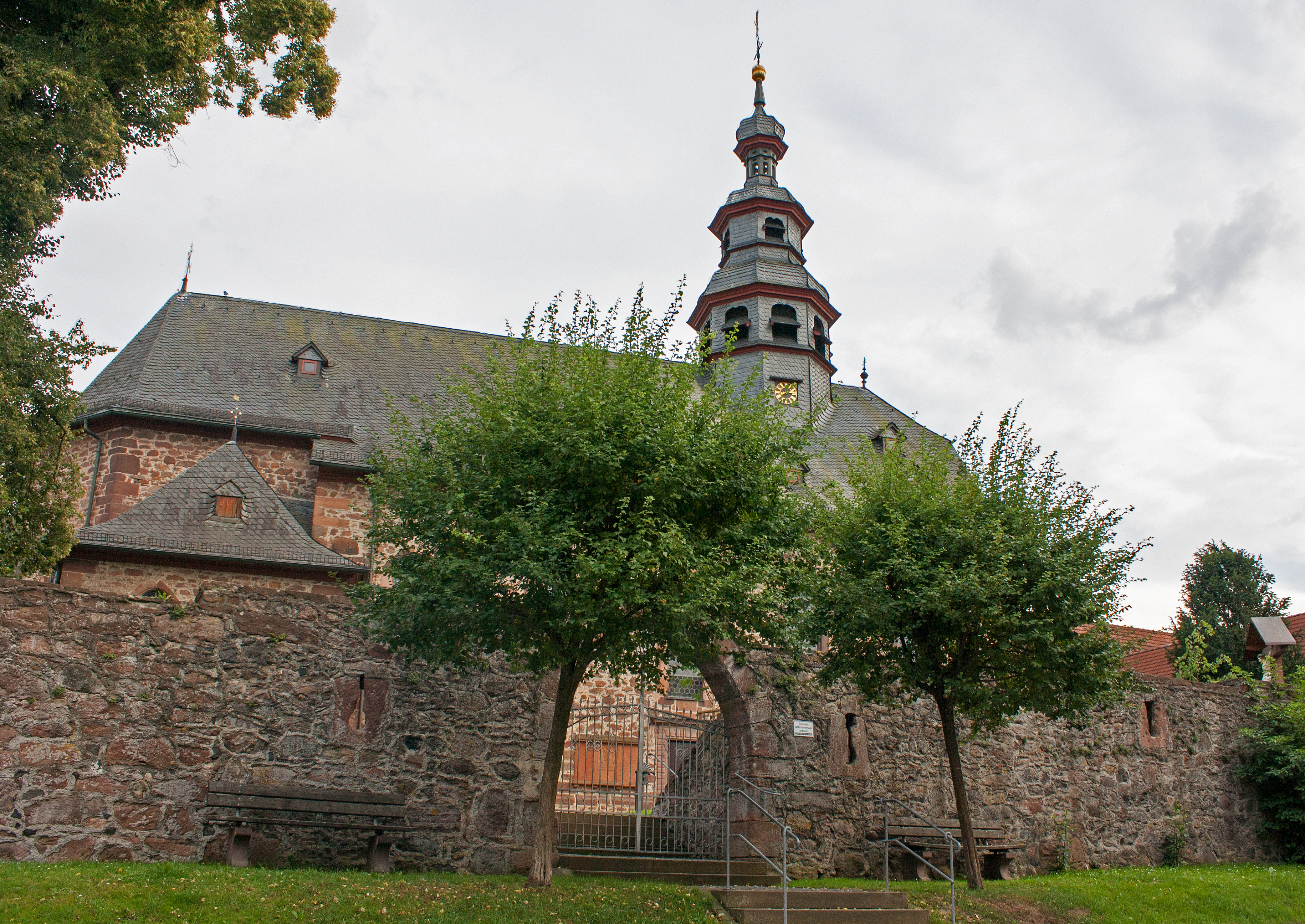
Die Kirche

### Historische Namensformen
In erhaltenen Urkunden wurde Roßdorf unter den folgenden Ortsnamen erwähnt (in Klammern das Jahr der Erwähnung):
- Rostorf und Ruesdorf (750/779, nach Abschrift des 12. Jahrhunderts) [Urkundenbuch des Klosters Fulda 1, Nr. 106, 116][3]
- Rostorp (781)
- villa Rostorph (781)  [Historisches Ortslexikon für Kurhessen, in VHKH, Bd. 14][4]
- Rosdorf (1200/1220)
- Rosdorf (um 1248)
- Resdorf (um 1248)
- Rorsdorp (um 1248)
- Rastorf (1255)
- Rorstorf (1260)
- major Rostorpf (1308)
- Rosdorph (1324) [Amöneburger Kellerei-Rechnungen][5]
- Obern Rustorp (1349)
- Obern Roizdorf (1335)
- Großen Rosdorff (1368)

### Ortsgeschichte
Die älteste bekannte schriftliche Erwähnung von Roßdorf erfolgte unter dem Namen Rostorf bzw. Ruesdorf im Urkundenbuch des Klosters Fulda unter dem Namen Rostorf bzw. Ruesdorf, was dem Jahr 750 oder 779 zugeschrieben wird.
Die katholische Pfarrkirche St. Marien steht unter dem Patrozinium von Mariä Geburt und Johannes der Täufer. Die Konsekration erfolgte am 27. Juni 1706. Es handelt sich um einen Saalbau mit dreiseitig geschlossenem Chor. In das Kirchendach integriert ist ein dreistöckiger Haubendachreiter mit vier Glocken, während das Innere der Kirche mit reichhaltigen Stuckaturen aufwartet, sowie einem spätbarocken mit Figuren besetzten Hochaltar. Bei den beiden Altarfiguren handelt es sich um Kaiser Heinrich II. und dessen Gemahlin Kunigunde. Das zentrale große Deckengemälde zeigt die Aufnahme Mariens in den Himmel und die übrigen Gemälde weitere Hochfeste der Gottesmutter Maria.
Die Kirche wurde 1695/1696 in spätgotischem Stil erbaut und 1728 in westlicher Richtung erweitert und gleichzeitig barockisiert. Der Umbau dürfte nach kirchlichen Aufzeichnungen bis 1739 angedauert haben. Aber auch in der Folgezeit erfolgten stetig Erhaltungs- und Umgestaltungsarbeiten. Umgeben ist das Gotteshaus von einem Wehrkirchhof und einer Wehrmauer mit Schlüsselscharten. Auf dem Kirchhof befinden sich mehrere historische Grabsteine sowie ein Kriegerehrenmal. 
Nach der Schlacht an der Brücker Mühle zu Amöneburg (21. September 1762) wurde ein Massengrab französischer Gefallener angelegt. An diese Toten des Siebenjährigen Krieges (1756–1763) erinnert seit 2014 eine zweisprachige Gedenktafel.
Neben mehreren Bildstöcken und Hochkruzifixen, die innerhalb des Dorfes und der Gemarkung Zeichen katholischen Glaubens symbolisieren, sind zwei Heiligenhäuschen (im oberhessischen Dialekt, sg.: Helchehäusche) besonders erwähnenswert. Dabei handelt es sich um kleinere, sandsteinerne, mehreckige Gebäude, die sich vom Baustil sehr ähneln, begehbar sind und die jeweils über ein schiefergedecktes Zeltdach verfügen. Auf der Dachspitze tragen sie ein Kreuz. Im schlichten Inneren befinden sich Heiligenstatuen. Beide Sakralbauten sind Unikate in der Umgebung von Amöneburg.
Kirchenhistorisch ist noch anzumerken, dass im Jahr 1820 die Pfarrei Schröck aufgelöst wurde und bis 1884 als Filialgemeinde der Pfarrei Roßdorf zugeordnet wurde. 
Juden sind seit Mitte des 17. Jahrhunderts in Roßdorf nachweisbar. 1885 lebten 13 jüdische Mitbürgerinnen und Mitbürger im Dorf, was 2 % der Ortsbevölkerung entsprach. Sie gehörten zur jüdischen Gemeinde in Mardorf und gingen in die dortige Synagoge. Ihre Toten bestatteten sie auf dem jüdischen Friedhof Rauischholzhausen. 1933 lebte in Roßdorf noch eine jüdische Familie. Am 31. Mai 1942 wurden die vier Mitglieder der letzten noch in Roßdorf lebenden jüdischen Familie in der 2. Deportation vom Hauptbahnhof Marburg nach Kassel und von dort ins Vernichtungslager Sobibor verschleppt und ermordet. Zum Gedenken an diese Familie von Hermann Ehrlich wurden 2011 vor ihrem ehemaligen Wohnhaus vier Stolpersteine verlegt. Insgesamt sind während der NS-Zeit sieben jüdische Bewohnerinnen und Bewohner aus Roßdorf umgekommen.
Die ehemalige Schule wurde 2005 zum Haus der Vereine umgebaut. Seit 2013 befindet sich im Obergeschoss das Dorf- und Trachtenmuseum Roßdorf. Die einzigartige Sammlung zeigt die örtliche katholische Tracht.
Hessische Gebietsreform (1970–1977)
Zum 31. Dezember 1971 wurde die Gemeinde Roßdorf im Zuge der Gebietsreform in Hessen als Ortsteil auf freiwilliger Basis in die Gemeinde Amöneburg eingegliedert. Für das Gebiet der ehemaligen Gemeinde Roßdorf wurde ein Ortsbezirk eingerichtet.

### Verwaltungsgeschichte im Überblick
Die folgende Liste zeigt die Staaten und Verwaltungseinheiten, denen Roßdorf angehört(e):
- vor 1803: Heiliges Römisches Reich, Kurfürstentum Mainz, Amt Amöneburg
- ab 1803: Heiliges Römisches Reich, Landgrafschaft Hessen-Kassel,[Anm. 2] Fürstentum Fritzlar, Amt Amöneburg
- ab 1806: Landgrafschaft Hessen-Kassel, Fürstentum Fritzlar, Amt Amöneburg
- 1807–1813: Königreich Westphalen,[Anm. 3] Departement der Werra, Distrikt Marburg, Kanton Amöneburg
- ab 1815: Kurfürstentum Hessen,[Anm. 4] Fürstentum Fritzlar, Amt Amöneburg[11]
- ab 1821: Kurfürstentum Hessen, Provinz Oberhessen, Kreis Kirchhain[12][Anm. 5]
- ab 1848: Kurfürstentum Hessen, Bezirk Marburg
- ab 1851: Kurfürstentum Hessen, Provinz Oberhessen, Kreis Kirchhain
- ab 1867: Königreich Preußen,[Anm. 6] Provinz Hessen-Nassau, Regierungsbezirk Kassel, Kreis Kirchhain
- ab 1871: Deutsches Reich, Provinz Hessen-Nassau, Regierungsbezirk Kassel, Kreis Kirchhain
- ab 1918: Deutsches Reich (Weimarer Republik), Freistaat Preußen, Provinz Hessen-Nassau, Regierungsbezirk Kassel, Kreis Kirchhain
- ab 1932: Deutsches Reich, Freistaat Preußen, Provinz Hessen-Nassau, Regierungsbezirk Kassel, Kreis Marburg
- ab 1944: Deutsches Reich, Freistaat Preußen, Provinz Kurhessen, Kreis Marburg
- ab 1945: Amerikanische Besatzungszone,[Anm. 7] Groß-Hessen, Regierungsbezirk Kassel, Kreis Marburg
- ab 1946: Amerikanische Besatzungszone, Land Hessen, Regierungsbezirk Kassel, Kreis Marburg
- ab 1949: Bundesrepublik Deutschland, Land Hessen, Regierungsbezirk Kassel, Kreis Marburg
- ab 1972: Bundesrepublik Deutschland, Land Hessen, Regierungsbezirk Kassel, Kreis Marburg, Stadt Amöneburg[Anm. 8]
- ab 1974: Bundesrepublik Deutschland, Land Hessen, Regierungsbezirk Kassel, Landkreis Marburg-Biedenkopf, Stadt Amöneburg
- ab 1981: Bundesrepublik Deutschland, Land Hessen, Regierungsbezirk Gießen, Landkreis Marburg-Biedenkopf, Stadt Amöneburg

## Bevölkerung

### Einwohnerstruktur 2011
Nach den Erhebungen des Zensus 2011 lebten am Stichtag dem 9. Mai 2011 in Roßdorf 1233 Einwohner. Darunter waren 18 (1,5 %) Ausländer.
Nach dem Lebensalter waren 279 Einwohner unter 18 Jahren, 546 zwischen 18 und 49, 237 zwischen 50 und 64 und 168 Einwohner waren älter. Die Einwohner lebten in 486 Haushalten. Davon waren 114 Singlehaushalte, 111 Paare ohne Kinder und 198 Paare mit Kindern, sowie 51 Alleinerziehende und 9 Wohngemeinschaften. In 63 Haushalten lebten ausschließlich Senioren und in 354 Haushaltungen lebten keine Senioren.

### Einwohnerentwicklung
| Quelle: Historisches Ortslexikon |                                                                                          |
| • 1580:                          | 90 Hausgesessene                                                                         |
| • 1664:                          | 62 Hausgesessene                                                                         |
| • 1838:                          | Familien: 56 nutzungsberechtigte, 35 nicht nutzungsberechtigte Ortsbürger, 10 Beisassen. |
| • 1847:                          | 285 Einwohner                                                                            |

| Roßdorf: Einwohnerzahlen von 1834 bis 2022 | Roßdorf: Einwohnerzahlen von 1834 bis 2022 | Roßdorf: Einwohnerzahlen von 1834 bis 2022 | Roßdorf: Einwohnerzahlen von 1834 bis 2022 | Roßdorf: Einwohnerzahlen von 1834 bis 2022 |
| --- | ------------------------------------------ | ------------------------------------------ | ------------------------------------------ | ------------------------------------------ |
| Jahr |                                            |                                            |                                            | Einwohner                                  |
| 1834 | 1834                                       |                                            | 639                                        | 639                                        |
| 1840 | 1840                                       |                                            | 656                                        | 656                                        |
| 1846 | 1846                                       |                                            | 675                                        | 675                                        |
| 1852 | 1852                                       |                                            | 620                                        | 620                                        |
| 1858 | 1858                                       |                                            | 641                                        | 641                                        |
| 1864 | 1864                                       |                                            | 611                                        | 611                                        |
| 1871 | 1871                                       |                                            | 566                                        | 566                                        |
| 1875 | 1875                                       |                                            | 573                                        | 573                                        |
| 1885 | 1885                                       |                                            | 620                                        | 620                                        |
| 1895 | 1895                                       |                                            | 660                                        | 660                                        |
| 1905 | 1905                                       |                                            | 656                                        | 656                                        |
| 1910 | 1910                                       |                                            | 679                                        | 679                                        |
| 1925 | 1925                                       |                                            | 652                                        | 652                                        |
| 1939 | 1939                                       |                                            | 730                                        | 730                                        |
| 1946 | 1946                                       |                                            | 988                                        | 988                                        |
| 1950 | 1950                                       |                                            | 984                                        | 984                                        |
| 1956 | 1956                                       |                                            | 825                                        | 825                                        |
| 1961 | 1961                                       |                                            | 828                                        | 828                                        |
| 1967 | 1967                                       |                                            | 890                                        | 890                                        |
| 1980 | 1980                                       |                                            | ?                                          | ?                                          |
| 1990 | 1990                                       |                                            | ?                                          | ?                                          |
| 2000 | 2000                                       |                                            | ?                                          | ?                                          |
| 2011 | 2011                                       |                                            | 1.233                                      | 1.233                                      |
| 2022 | 2022                                       |                                            | 1.186                                      | 1.186                                      |
| Datenquelle: Historisches Gemeindeverzeichnis für Hessen: Die Bevölkerung der Gemeinden 1834 bis 1967. Wiesbaden: Hessisches Statistisches Landesamt, 1968. Weitere Quellen: LAGIS; Zensus 2011; Stadt Amöneburg |                                            |                                            |                                            |                                            |

### Historische Religionszugehörigkeit
| Quelle: Historisches Ortslexikon |                                                                                              |
| • 1861:                          | 02 evangelisch-lutherische, 610 römisch-katholisch, 19 jüdische Einwohner                    |
| • 1885:                          | 10 evangelische (= 1,61 %), 597 katholische (= 96,29 %) und 13 jüdische (= 2,10 %) Einwohner |
| • 1961:                          | 34 evangelische (= 4,11 %), 788 römisch-katholische (= 95,17 %) Einwohner                    |

### Historische Erwerbstätigkeit
| Quelle: Historisches Ortslexikon | |
| • 1838:                          | Familien: 49 Ackerbau, 37 Gewerbe, 14 Tagelöhner.                                                                                     |
| • 1961:                          | Erwerbspersonen: 193 Land- und Forstwirtschaft, 176 Produzierendes Gewerbe, 25 Handel und Verkehr, 29 Dienstleistungen und Sonstiges. |

## Politik
Für Roßdorf besteht ein Ortsbezirk (Gebiete der ehemaligen Gemeinde Roßdorf) mit Ortsbeirat und Ortsvorsteher nach der Hessischen Gemeindeordnung.
Der Ortsbeirat besteht aus fünf Mitgliedern. Bei den Kommunalwahlen in Hessen 2021 betrug die Wahlbeteiligung zum Ortsbeirat 53,27 %. Dabei wurden gewählt: ein Mitglied der SPD, ein Mitglied der CDU und drei Mitglieder der „Freien Wählergemeinschaft Amöneburg“ (FWG). Der Ortsbeirat wählte Andrea Rhiel-Luzius (FWG) zur Ortsvorsteherin.

## Regelmäßige Veranstaltungen
Seit 2009 findet im September die erfolgreiche Wiederauflage der Kirmes statt. Besonders am Freitagabend tanzen mehrere Tausend Besucher zu Musik, die von DJs aufgelegt wird. Eine riesige Schneekanone sorgt hier für Abkühlung.

## Wirtschaft und Infrastruktur

### Verkehr
Der öffentliche Personennahverkehr wird durch die Buslinie MR-80 des Regionalen Nahverkehrsverbandes Marburg-Biedenkopf (RNM) und den Linienbusverkehr des Rhein-Main-Verkehrsverbundes (RMV) sichergestellt. Durch den Ort führt die Landesstraße 3289, die sich nordwestlich von Roßdorf mit der Landesstraße 3048 trifft. Nach Marburg sind es ca. 20 Minuten, auf die Lahnberge ins Uniklinikum ca. 15 Minuten und nach Gießen ca. 30 Minuten.

### Öffentliche Einrichtungen
Im Ort gibt es einen Kindergarten, eine Mehrzweckhalle.

### Grundversorgung
Es gibt einen tegut-Markt, eine Metzgerei (mit eigener Schlachtung), ein Bäcker sowie ein Friseur und eine Bankfiliale.

## Persönlichkeiten
- Wilhelm von Geyso (1800–1871), Kammerherr im Herzogtum Sachsen-Meiningen und Mitglied der kurhessischen Ständeversammlung
- Franz von Geyso (1803–1870), Rittmeister in der Hessen-kasselschen Armee und Mitglied der Ersten Kammer der kurhessischen Ständeversammlung